# Уайли, Клифф
Клиффорд (Клифф) Уайли (англ. Clifford 'Cliff' Wiley; род. 21 мая 1955) — американский легкоатлет, специалист по бегу на короткие дистанции. Входил в число сильнейших спринтеров США в конце 1970-х — начале 1980-х годов, двукратный чемпион Панамериканских игр, двукратный чемпион летних Универсиад, победитель и призёр первенств национального значения, бывший рекордсмен мира в эстафете 4 × 100 метров.

## Биография
Клифф Уайли родился 21 мая 1955 года.
Занимался бегом во время учёбы в старшей школе в Балтиморе, затем поступил в Канзасский университет — состоял в местной легкоатлетической команде «Канзас Джейхокс», неоднократно принимал участие в различных студенческих стартах.
Пытался пройти отбор на летние Олимпийские игры 1976 года в Монреале в дисциплинах 100 и 200 метров, но на отборочном турнире сумел дойти лишь до стадии четвертьфиналов.
Впервые заявил о себе на международном уровне в сезоне 1977 года, когда вошёл в состав американской национальной сборной и выступил на Кубке мира в Дюссельдорфе, где вместе с соотечественниками Биллом Коллинзом, Стивом Риддиком и Стивом Уильямсом превзошёл всех соперников в эстафете 4 × 100 метров и установил новый мировой рекорд — 38,03.
В 1979 году стал бронзовым призёром чемпионата США в беге на 200 метров. В эстафете 4 × 100 метров одержал победу на VII летней Спартакиаде народов СССР в Москве и на Панамериканских играх в Сан-Хуане.
Став вторым на национальном олимпийском отборочном турнире в Юджине, в 1980 году должен был принять участие в Олимпийских играх в Москве, однако Соединённые Штаты вместе с несколькими другими западными странами бойкотировали эти соревнования по политическим причинам. С другими лишёнными Олимпиады американскими спортсменами Уайли посетил Белый дом и встретился с президентом Джимми Картером. «Я понимал ситуацию, но мне хотелось сказать ему, что он использует для борьбы не тот инструмент. Было много разговоров о необходимости жертвы. Но я думал, что жертва — это дело добровольное».
В 1981 году Клифф Уайли победил на чемпионате США в беге на 400 метров. В той же дисциплине завоевал золото на Универсиаде в Бухаресте и на Кубке мира в Риме. В Риме также занял первое место в эстафете 4 × 400 метров.
В 1982 году защитил звание чемпиона США на дистанции 400 метров.
В 1983 году выиграл эстафету 4 × 400 метров на Универсиаде в Эдмонтоне, одержал победу в беге на 400 метров на Панамериканских играх в Каракасе.
Находясь в числе сильнейших американских спринтеров, в 1984 году планировал бежать на домашних Олимпийских играх в Лос-Анджелесе, но из-за травмы неудачно выступил на национальном отборочном турнире и завершил спортивную карьеру.
Будучи по образованию юристом, впоследствии работал адвокатом. Проявил себя как тренер по лёгкой атлетике, организатор легкоатлетических турниров.